# Wuchereria bancrofti
Espèce
La filaire de Bancroft (Wuchereria bancrofti) est une espèce de vers filiformes, appartenant aux nématodes parasites, spécifique de l'humain, et dont la présence dans les vaisseaux lymphatiques entraine la filariose de Bancroft, la plus répandue et la plus importante des filarioses lymphatiques.
Les formes larvaires sont appelées microfilaires, et les formes adultes macrofilaires.

## Morphologie
Ce sont de petits vers blancs, translucides, ayant l'aspect de catguts fins ; le mâle mesure 4 cm et son extrémité postérieure est enroulée ; la femelle atteint 10 cm ; leur diamètre est le 1/400e de leur longueur.
Les larves mesurent 300 μm de long et 8 μm de diamètre, l'espace céphalique est court (4 μm), l'extrémité caudale est effilée sans renflements. La coloration au Giemsa se fait en une seule masse.

## Biologie

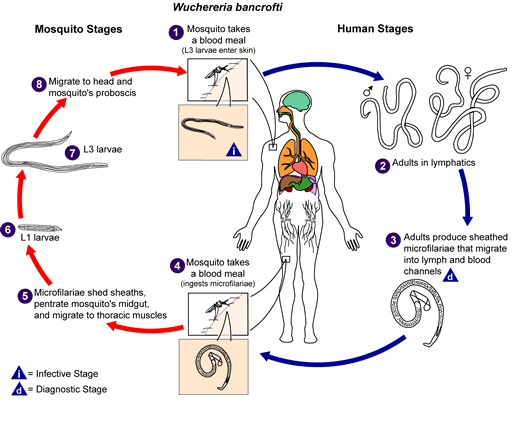
Cycle biologique de Wuchereria bancrofti

Les adultes vivent dans le système lymphatique de l’humain pendant 15 ans. 

### Cycle de développement
Le cycle évolutif, à deux hôtes, exige un moustique (Culex surtout) comme hôte intermédiaire.
Les filaires mâles et femelles forment des couples étroitement pelotonnés dans les gros troncs chylifères profonds et les ganglions lymphatiques qui les bloquent. Pendant 5 ans et plus, les femelles fécondées, ovovivipares, vont émettre des larves qui aboutissent dans la circulation sanguine, mais n'apparaissent dans les vaisseaux superficiels que vers minuit, d'où leur nom microfilaria nocturna. 
Elles y sont aspirées, à travers le repas de sang, par des moustiques à mœurs nocturnes (Culex quinquefasciatus (synonyme : fatigans), certains anophèles). Dans l'estomac du moustique, les microfilaires, par leur stylet céphalique, perforent la paroi pour passer dans la cavité générale, puis dans les muscles du thorax où elles évoluent.
Devenues larves infectantes en 8 à 10 jours, elles finissent par se loger dans la gaine de la trompe du moustique. L'inoculation n'est pas directe. Quand le moustique pique, la gaine ne pénètre pas dans la plaie. Elle se plie, s'ouvre et les larves sont libérées sur les téguments du sujet neuf ; celles-ci le pénètrent alors activement, soit par l'orifice de la piqûre, soit le long des follicules pileux, pour gagner son système lymphatique profond, et après deux mues, donner des adultes au bout de 3 mois.

### Périodicité
Les microfilaires se présentent dans la circulation sanguine périphérique humaine avec une périodicité nocturne, c'est-à-dire qu'elles sont près de 400 fois plus nombreuses dans le sang périphérique la nuit que le jour. Dans la journée, elles se réfugient dans le système artériel profond (capillaires pulmonaire, artère pulmonaire, aorte).
Cette périodicité serait réglée par l'alternance veille/sommeil de l'hôte. Elle peut s'inverser selon le mode de vie (travailleurs de nuit). Il existe aussi l'hypothèse que cette périodicité nocturne en périphérie soit le résultat d'une adaptation évolutive entre deux périodes, celle de la circulation périphérique des microfilaires, et celle de l'activité du moustique. W. Bancrofti est ainsi transmis par des moustiques tous nocturnes.
Dans les îles du Pacifique, il existe une variété locale W. bancrofti pacifica ayant une forme apériodique, avec microfilaires à toute heure dans le sang périphérique. La transmission se fait par un moustique semi-diurne, piquant de jour comme de nuit, Aedes polynesiensis.

## Répartition géographique et importance
La filariose de Bancroft représente 90 % des filarioses lymphatiques. 
Cette filaire, répandue très généralement dans toutes les zones intertropicales du globe, fut longtemps considérée comme seul agent de l'éléphantiasis, et, partant, comme la plus importante pour l'humain ; on sait depuis la fin du XXe siècle que l'on rencontre également des éléphantiasis chez les porteurs de Brugia malayi (uniquement en Asie) ou, moins répandu, de Brugia timori (uniquement dans la région de Timor et dans les îles de la Sonde) et dans quelques autres maladies.

## Clinique
Les tableaux cliniques traduisent, à la fois, les effets directs de la filaire (obstruction mécanique, actions inflammatoire et allergisante) et ses effets indirects (porte ouverte aux infections streptococciques, réactions secondaires – sclérose et fibrose – des tissus).
Dans les zones d'endémie, de nombreux sujets sont porteurs de microfilaires dans leur sang, sans manifestations cliniques (cas asymptomatiques ou porteurs sains). Ils restent infectants pour les moustiques en contribuant à la persistance de l'endémie.
La période d'incubation, entre l'envahissement par des larves infectieuses et leur arrivée au stade adulte, dure de 3 à 15 mois ; elle est muette, asymptomatique. Elle dépend aussi de réinfestations successives.

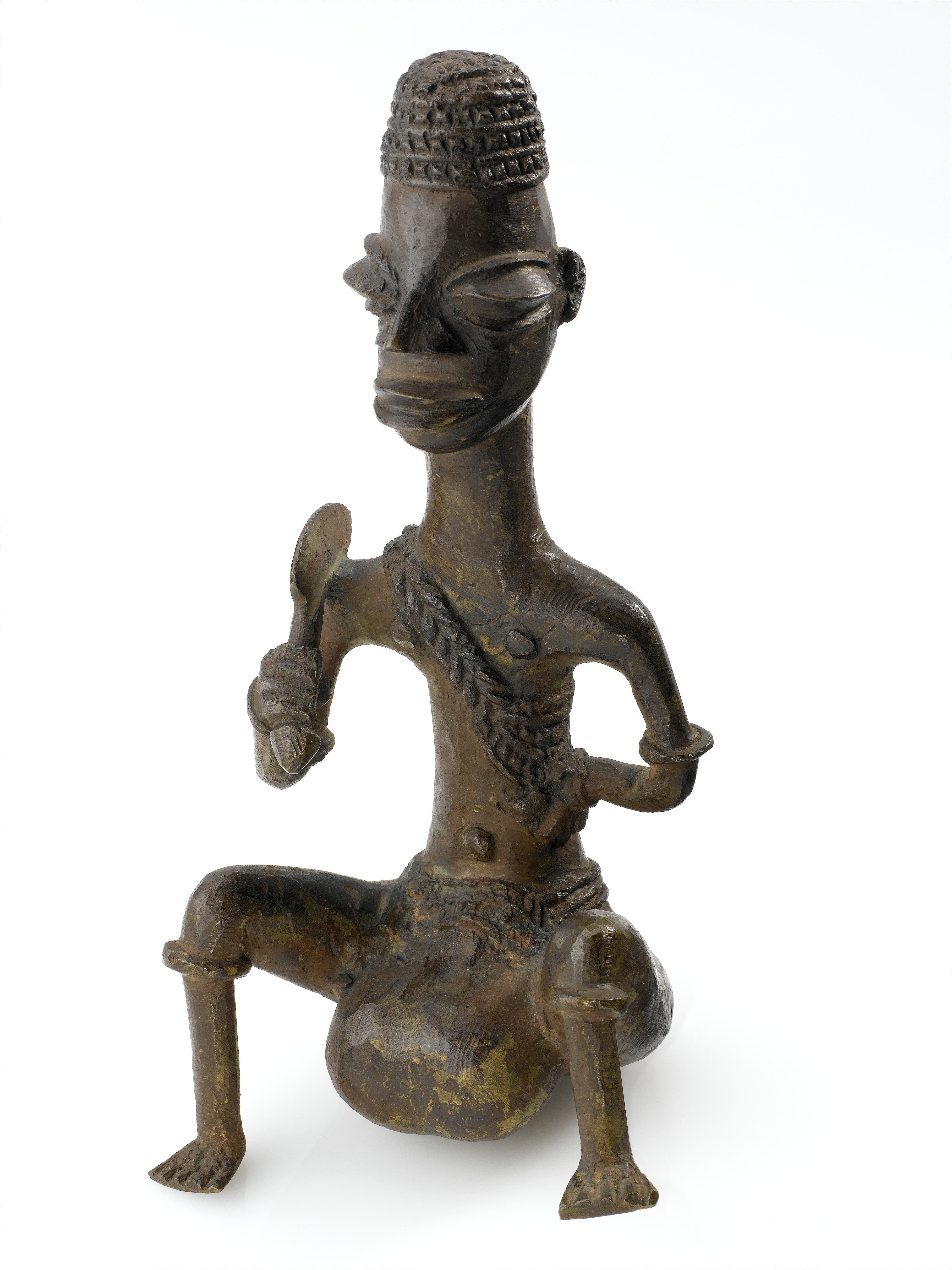
Élephantiasis du scrotum, typique d'une filariosie de Bancroft, statuette en bronze du Nigéria.

### Période de début
Elle traduit surtout l'action directe des adultes installés dans le système lymphatique. Les malades se plaignent de malaises mal définis, céphalées avec insomnie, engourdissement des membres après l'effort, disparaissant avec le repos. Ces troubles s'exagèrent avec réveils nocturnes dus à des douleurs localisées (aine, aisselle, face interne de la cuisse, région génitale, scrotum ou testicule).
On constate alors un gonflement local avec adénopathie satellite, puis adénopathie généralisée, à petits ganglions durs. L'association avec une éosinophilie sanguine atteignant 70 à 90 %, une dyspnée de type asthme avec infiltrats pulmonaires éosinophiliques, et des épisodes fébriles à 38 - 38,5 °C, constitue un syndrome de Weingarten (ou poumon éosinophile tropical). 
Insensiblement l'évolution parvient à la période d'état, avec des poussées de lymphangites à répétition, localisées aux membres, au scrotum, avec funiculite (inflammation du cordon spermatique), épididymite et orchite triplant le volume testiculaire. Enfin, urticaire, prurit et douleurs articulaires signent également l'action allergisante.

### Période d'état
Très longue (au moins deux ans), elle traduit surtout l'obstruction de la circulation lymphatique : varices lymphatiques superficielles, très volumineuses, sur la paroi abdominale, les jambes, les bras, les aisselles ; l'adénolymphocèle du triangle de Scarpa (tuméfaction ganglionnaire de l'aine par blocage lymphatique) ; les lymphangites avec infections secondaires.

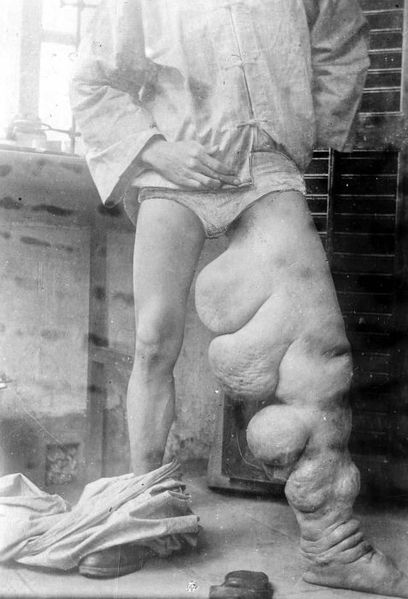
Infestation par Wuchereria bancrofti provoquant un éléphantiasis de la jambe.

L'obstruction peut céder par phénomène de rupture des varices, entrainant l'écoulement de la lymphe. Celle-ci peut passer dans les urines entrainant une chylurie, avec urines laiteuses, plus rarement dans le thorax (chylothorax), le péritoine (ascite chyleuse) ou les selles (diarrhée chyleuse).
La lymphe peut s'écouler dans les tissus sous-cutanés du scrotum chez l'homme (lymphoscrotum) ou des grandes lèvres chez la femme. Cette localisation génitale est typique de la filariose de Bancroft.

### Période tardive ou chronique
L'évolution aboutit à deux tableaux classiques :
- la lymphangite endémique tropicale, de début brutal, succédant à des lésions cutanées parfois minimes, elle entraine des accès répétées d'infection mixte, filarienne et bactérienne, surtout à streptocoques ;

- l'éléphantiasis est la manifestation la plus grave des filarioses. D'aspect monstrueux, il réalise une pachydermie par hypertrophie sclérofibreuse des tissus sous-cutanés, recouvrant un lymphœdème parfois considérable. Cette complication frappe plus souvent l'homme que la femme. Elle est localisée, par ordre de fréquence, le plus souvent aux jambes ou au scrotum, puis aux bras, aux grandes lèvres, aux seins, plus rarement à la face.

L'éléphantiasis du scrotum est le plus massif. Il peut peser 50 et même plus de 100 kg,  les bourses pouvant toucher le sol lorsque le sujet est debout. Le pénis reste rétracté au fond d'un tunnel. Les testicules restent normaux au fond de cette tuméfaction lymphatique.

## Diagnostic
La symptomatologie, la notion de passage en zone d'endémie, l'éosinophile sanguine (surtout importante dans les primoinfestations), dirigent vers le diagnostic de laboratoire : 
- par recherche des microfilaires dans le sang périphérique recueilli au milieu de la nuit, à partir de 22 h, ou dans les liquides d'épanchements, urine chyleuse, liquide d'hydrocèle, ou de ponction ganglionnaire ;
- par immunoélectrophorèse, donnant des arcs caractéristiques ;
- par immunofluorescence surtout.

## Traitement
- L'ivermectine est utilisé per os (par voie orale) dans le traitement de la filariose à Wuchereria bancrofti, entre autres sous le nom commercial Mectizan des laboratoires MSD, on peut l'utiliser en association avec de l'albendazole et du citrate de diéthylcarbamazine (DEC)[7] ;
- la chirurgie corrigera les lésions éléphantiasiques ;
- antibiotique(s) si surinfection(s).